# Friederike Henriette Kraze
Friederike Henriette Kraze (ur. 5 stycznia 1870 w Krotoszynie, zm. 6 maja 1936 w Eisenach) – niemiecka pedagożka i pisarka. 

## Życiorys
Przyszła na świat w rodzinie inżyniera i zarządcy dóbr Maximiliana Kraze i Emilii Suess-Dowerny. Młodość spędziła w Brzegu u babci, u której mieszkała aż do jej śmierci. Potem przebywała w pensjonatach we Wrocławiu, Eisleben oraz Droyssig. W 1988 ukończyła szkołę nauczycielską we Wrocławiu. Podjęła pracę pedagogiczną: najpierw w Röhrda, a następnie w Holstein Marne i Genthin. Podróżowała do Wielkiej Brytanii, Francji i Włoszech. Następnie pracowała jako guwernantka w Łowiczu, w domu hrabiego Hansa von Schwerin-Löwitz. Uczyła w Wyższej Szkole dla Dziewcząt w Husum. Po ciężkiej chorobie (1906) postanowiła całkowicie poświęcić się pracy literackiej. W 1910 osiadła na stałe w Weimarze. 

## Działalność literacka
Pozostawiła po sobie ponad 40 utworów, na które składają się: powieści, nowele i opowiadania, a także książki dla dzieci, dramaty i wiersze. Przedstawiała w nich najróżniejsze tematy, jednak w centrum zainteresowania stawiała przede wszystkim kobiety. Pierwsze jej dzieło to książka „W cieniu Jesiona”, a najbardziej znaną powieścią jest „Czarodziejski las”, który opublikowała w 1933 pod pseudonimem Heinz Gumprecht. Opisuje w niej los niemieckich jeńców wywiezionych na Syberię podczas I wojny światowej. Przez 10 lat sprzedano 150 tys. egzemplarzy książki, ale została wycofana po oskarżeniach o „rusofilstwo” autorki. Po 1945 w radzieckiej strefie okupacyjnej Niemiec jej dzieła były zakazane pod pretekstem fascynacji autorki postacią Adolfa Hitlera.

## Twórczość
- Hans Guckindiewelt, Nürnberg 1897
- Was ich meiner kleinen Gertrud erzählte, Breslau 1897
- Johannes Brüggemann. Trauerspiel in vier Aufzügen in freiem Versmaß, Husum 1902
- Rein, Novelle, Heilbronn 1903
- Unter dem Dornenkranz, Roman, Leipzig 1903
- Allerleirauh, Stuttgart 1904
- Vogelfrei, Stuttgart 1904
- Im Schatten der Weltesche, Stuttgart 1905
- Heim Neuland, Stuttgart [u. a.] 1909
- Die Sendung des Christoph Frei, Stuttgart 1913
- Der Kriegspfarrer, Stuttgart 1914
- Vaterland, Stuttgart 1914
- Erfüllungen, Stuttgart 1915
- Mit Trommel und Schwert, Gedichte, 1915
- Quellen, die springen, Dresden 1917
- Die von Brock. Ein Roman des Deutschtums in Russland, Leipzig 1918
- Der Ring und andere Geschichten, Leipzig 1919
- Die schöne wunderbare Jugend der Hadumoth Siebenstern, Stuttgart 1920
- Unser Garten, Weimar 1920
- Die Birke von Dondangen, Leipzig 1921
- Amey, Leipzig 1922
- Das Geheimnis, Stuttgart 1923
- Maria am Meer, Kempten 1923
- Dies war Mariebell, Kempten 1924
- Der Freier, München 1925
- Jahr der Wandlung, München 1925
- Die steinernen Götter, Stuttgart 1925
- Das wahre Gesicht, Hamburg 1925
- Die Frauen von Volderwiek, Hamburg 1926
- Die Meertrud, Erzählung, Altona 1926
- Dom der Zeit, Breslau 1927
- Die Freiheit des Kolja Iwanow, Braunschweig 1927
- Vom Unerfüllten, Berlin 1927
- Dolores, Berlin 1928
- Das Kind, Braunschweig 1928
- Der Soldat und die kleine Madonna, Braunschweig 1928
- Das Frauenherz, Braunschweig 1929
- Frühling im Park, Gotha 1929
- Land im Schatten, Braunschweig 1929
- Die Sternenkuppel, Braunschweig 1929
- Mysterium, Braunschweig 1930
- Das Rosenmärchen, Stuttgart 1930
- Garba, Gütersloh
- Das Spiel ist aus – wird nun das Leben kommen?, 1932
- Stirb und werde, 1933
- Goldene Türen, Gütersloh 1932
- Die magischen Wälder, Gütersloh 1933 (unter dem Pseudonym Heinz Gumprecht)
- Die Lese, Gütersloh 1934
- Meister Brüggemann, Gütersloh 1934
- Der Baum der Erkenntnis, München 1935 (unter dem Pseudonym Heinz Gumprecht)
- Deutsche Weihnacht, Gütersloh 1935
- Hochzeit auf Hollersbrunn und andere Erzählungen, Gütersloh 1935
- Einer Mutter Weg, Gütersloh 1937
- Gedichte, Novellen und andere nachgelassene Schriften, Klagenfurt 2003.